# Hotter than Hell (album)
Hotter than Hell è il secondo album registrato in studio dai Kiss. È stato pubblicato il 22 ottobre del 1974 per l'etichetta discografica Casablanca Records.

## Il disco
Fu prodotto dai Kenny Kerner e Richie Wise, già produttori del primo album, il cui trasferimento a Los Angeles costrinse i KISS a registrare le tracce nella città californiana.
L'album presenta delle sonorità più dure rispetto a quelle dell'album precedente, e include inoltre un brano che Gene Simmons scrisse con Stephen Coronel quando militava nei Wicked Lester, intitolato Goin' Blind, il cui testo tratta di un amore in rovina. In Comin' Home invece i KISS esprimono i propri pareri per quanto riguarda Los Angeles. Nonostante all'interno dell'album ci siano due brani scritti da Ace Frehley (Parasite e Strange Ways), egli non canterà per sua scelta in nessuno dei due brani facendosi sostituire nel ruolo da Gene Simmons (Parasite) e Peter Criss (Strange Ways).
Alla sua uscita l'album fu considerato un passo indietro compiuto dal gruppo in senso musicale rispetto all'album precedente. Inoltre, il fatto di aver estratto un solo singolo dall'album (Let me go Rock'n Roll) e di averlo venduto in poche copie contribuì all'insuccesso dell'album. Nel 1977, nel periodo in cui la fama dei KISS era all'apice, l'album fu tuttavia premiato con il disco d'oro.

## La copertina dell'album
Hotter Than Hell è noto per la copertina, realizzata nello stile dei manga giapponesi. La parte anteriore mostra una foto del gruppo accompagnata dai nomi dell'album, del gruppo e dei componenti scritti sia in caratteri latini, sia in ideogrammi giapponesi. La parte posteriore invece mostra una foto di ogni componente del gruppo durante una festa, con al centro un viso truccato da un incrocio dei trucchi usati da ogni singolo componente. L'ideogramma giapponese che si trova al fondo della copertina indica la parola "potenza".  Durante le sessioni fotografiche tutti i componenti del gruppo (tranne Gene Simmons), erano ubriachi.

## Tracce
Musiche di Kiss.
1. Got to Choose – 3:52 (testo: Paul Stanley) – Voce solista: Paul Stanley
2. Parasite – 3:01 (testo: Ace Frehley) – Voce solista: Gene Simmons
3. Goin' Blind – 3:34 (testo: Gene Simmons e Stephen Coronel) – Voce solista: Gene Simmons
4. Hotter than Hell – 3:30 (testo: Paul Stanley) – Voce solista: Paul Stanley
5. Let Me Go, Rock 'n' Roll – 2:16 (testo: Paul Stanley e Gene Simmons) – Voce solista: Gene Simmons
6. All the Way – 3:17 (testo: Gene Simmons) – Voce solista: Gene Simmons
7. Watchin' You – 3:45 (testo: Gene Simmons) – Voce solista: Gene Simmons
8. Mainline – 3:50 (testo: Paul Stanley) – Voce solista: Peter Criss
9. Comin' Home – 2:37 (testo: Paul Stanley e Ace Frehley) – Voce solista: Paul Stanley
10. Strange Ways – 3:17 (testo: Ace Frehley) – Voce Solista: Peter Criss

Durata totale: 32:59

## Formazione
- Paul Stanley: voce principale e secondaria, chitarra ritmica
- Gene Simmons: voce principale e secondaria, basso
- Ace Frehley: chitarra solista
- Peter Criss: voce principale e secondaria, batteria